# 5시부터 7시까지의 클레오
5시부터 7시까지의 클레오(프랑스어: Cléo de 5 à 7, 영어: Cléo from 5 to 7)는 1962년에 개봉된 프랑스의 영화 작품이다.

## 배역
- 코린 마르샹 (Corinne Marchand) .... 클레오
- 앙투안 부르세이에 (Antoine Bourseiller) .... 앙투안
- 도미니크 다브리 (Dominique Davray) .... 안젤레
- 도로시 블랑크 (Dorothee Blank) .... 도로시
- 미셸 르그랑 (Michel Legrand) .... 밥
- 아나 카리나 (Anna Karina) .... 무성영화 배우
- 장뤼크 고다르 (Jean-Luc Godard) .... 무성영화 배우